# Богородский уезд

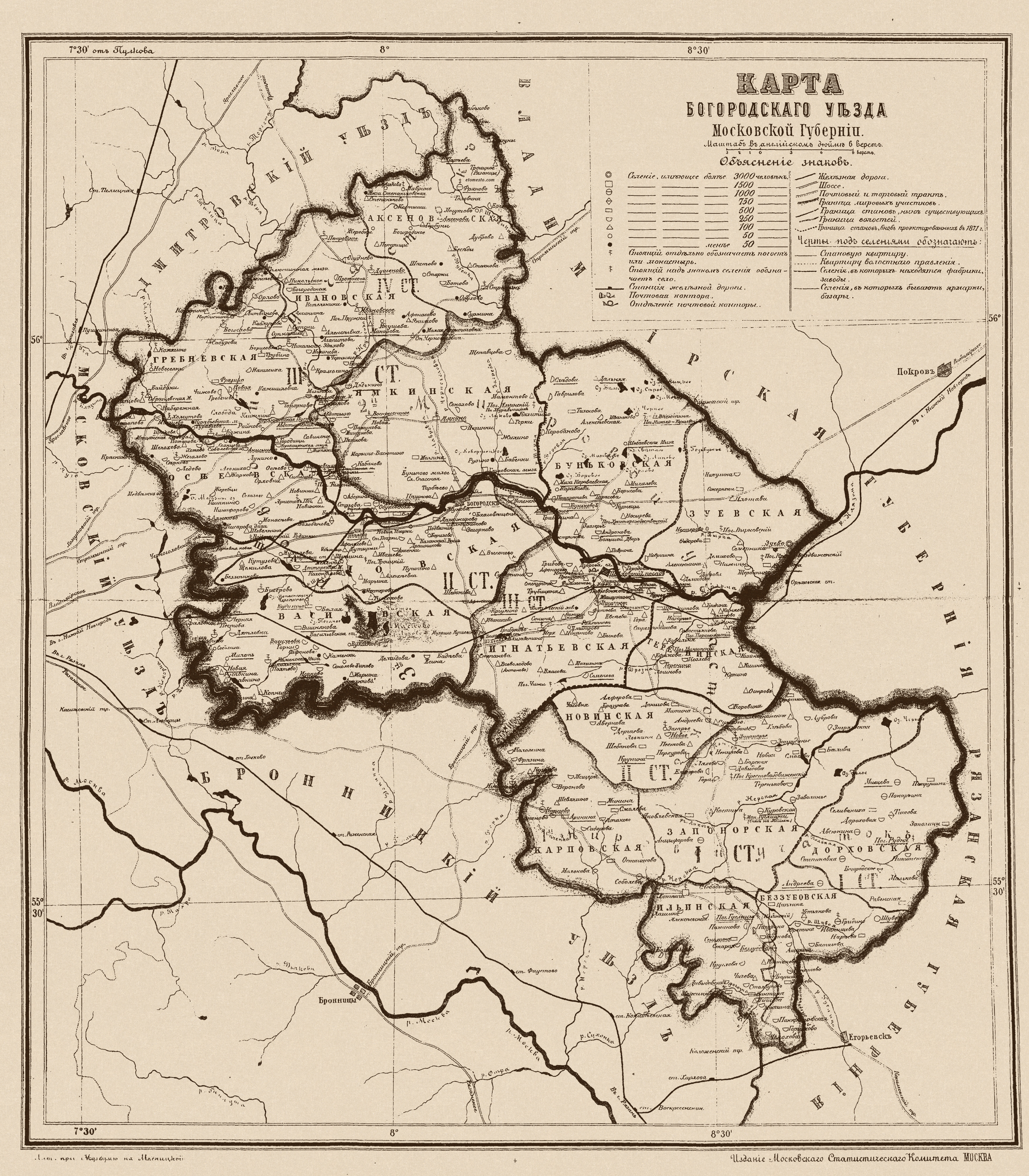
Карта Богородского уезда Московской губернии 1873 года

Богоро́дский уе́зд — административная единица в составе Московской губернии, существовавшая до 1929 года. Центр — город Богородск.

## География
Уезд граничил с Владимирской и Рязанской губерниями, в пределах Московской губернии — с Московским (Мытищинская, Пехорская и Выхинская волости), Дмитровским и Бронницким уездами и занимал около 4 тыс. км². Поверхность слегка волниста; почва глинистая, песчаная и частью иловатая, северо-восточная часть по левой стороне Клязьмы к Владимирской губернии — болотистая. Подпочва состояла из горного известняка. Река Клязьма пересекала весь уезд по направлению с запада на восток; ширина её более 50 м, река текла в довольно крутых берегах и была судоходна для малых судов. Остальные реки (Воря, Шерна и Уча — притоки Клязьмы) не были судоходны. Озёра находились большей частью в болотистой части уезда, то есть на границе Владимирской губернии, и все они были очень малы.

## История
Богородский уезд образован в ходе административной реформы Екатерины II в 1781 году. В 1796 году уезд был упразднён, но в 1802 восстановлен. В 1929 году уезд упразднён.
Территория уезда включает современные Ногинский, Павлово-Посадский, Щёлковский районы, восточные части городского округа Балашиха, северную часть Орехово-Зуева, г.о. Королёв и Ивантеевка, значительную часть Орехово-Зуевского, части Пушкинского и Раменского районов Подмосковья.

## Промышленность
Исторически Богородский уезд знаменит текстильной промышленностью, производством шелковых и парчевых тканей. С XVIII богородские крестьяне-кустари работали на многих купцов, в том числе для московской мануфактуры купца Г. Кузовкина — в селениях Шульгиной, Новинки, Черепково, Кудиново, Васильево и других. Здесь же располагалась шелковая фабрика С. В. Морозова, первое упоминание о которой относится к 1811 году: «за 1811 год было больше на одно предприятие в деревне Зуевой — Саввы Васильева, вырабатывавшего на 10 станах кружева шелковые до 200 кусков, ценою от 40 до 40 коп. за аршин».
К 1820 году производство расширялось и на фабрике трудились уже до 40 вольнонаемных. Окраской шелка заведовала Ульяна Афанасьевна, жена Саввы. Всего в списке «фабрикантам и заводчикам Российской империи 1832 года» по Богородскому уезду значится шелковых фабрикантов 21 человек, в основном бывшие крестьяне. Важную роль играла также Фряновская мануфактура, владельцами который были Рогожины, и Купавинская шелковая фабрика, созданная почти одновременно с Фряновской. Среди прочих фабрикантов — Титов, Широков и другие.

## Население
- 1888 180,2 тыс.[2]

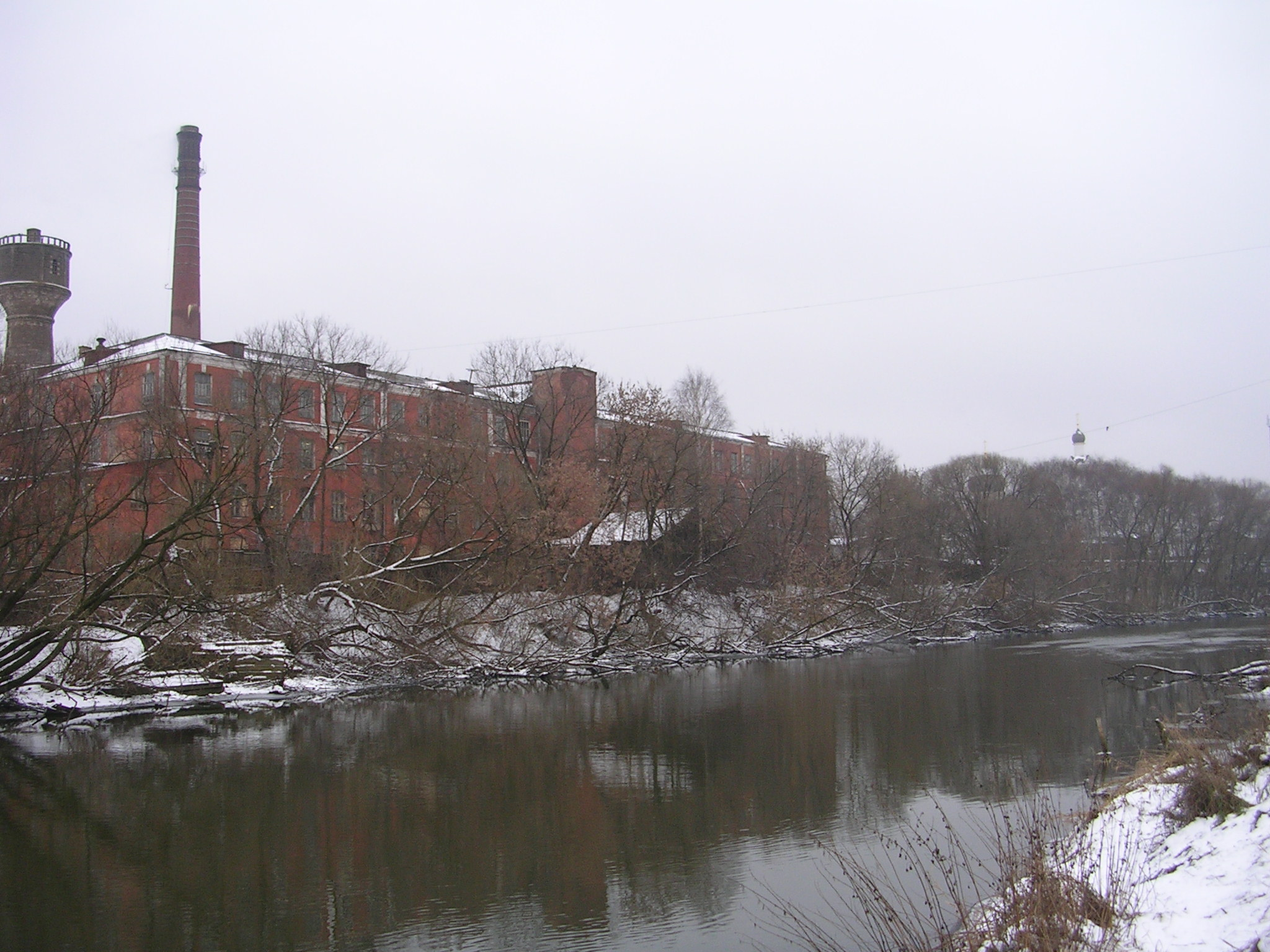
Шерстяная фабрика (1883) на Клязьме в Богородске

- 1897 223,3 тыс. (в том числе русские — 99,7 %)[3]
- 1926 189,4 тыс. (в новых границах)[4]

## Административное деление
В 1917 году в уезде было 17 волостей: Аксёновская (5-й стан), Беззубовская (1-й стан), Буньковская (4-й стан), Васильевская (2-й стан), Гребневская (5-й стан), Дороховская (1-й стан), Запонорская (1-й стан), Зуевская (3-й стан), Ивановская (5-й стан), Игнатьевская (2-й стан), Ильинская (1-й стан), Карповская (2-й стан), Новинская (2-й стан), Осеевская (5-й стан), Теренинская (3-й стан), Шаловская (4-й стан) и Ямкинская (4-й стан).
В ноябре 1918 года Зуевская волость была переименована в Фёдоровскую. В 1919 году Гребневская и Осеевская волости были объединены в Щёлковскую.
В январе 1921 года Дороховская, Запонорская, Теренинская и Фёдоровская волости были переданы в Орехово-Зуевский уезд, а Беззубовская и Ильинская в Егорьевский уезд Рязанской губернии. В том же году Игнатьевская волость была переименована в Павлово-Посадскую, а её центр перенесён в Павловский Посад. В декабре 1921 Щёлковская волость отошла к Московскому уезду.
В 1924 году были упразднены Буньковская, Новинская, Шаловская и Ямкинская волости. Одновременно была создана Пригородная волость.

## Уездные предводители дворянства
| Время службы | Имя                                   | Титул, чин, звание                |
| ------------ | ------------------------------------- | --------------------------------- |
| 1782—1785    | Всеволожский Сергей Алексеевич        | генерал-поручик                   |
| 1785—1788    | Кругликов Венедикт Александрович      | бригадир                          |
| 1788—1791    | Одоевский Пётр Иванович               | князь, полковник                  |
| 1791—1794    | Алмазов Пётр Николаевич               | бригадир                          |
| 1794—1796    | Бибиков Гавриил Ильич                 | генерал-майор                     |
| 1804—1807    | Рахманов Дмитрий Александрович        | действительный статский советник  |
| 1807—1814    | Голицын Михаил Петрович               | князь, действительный камергер    |
| 1814—1817    | Беренс Пётр Адамович                  | надворный советник                |
| 1817—1820    | Голицын Михаил Петрович               | князь, действительный камергер    |
| 1820—1826    | Рахманов Аркадий Михайлович           | гвардии поручик                   |
| 1826—1829    | Голицын Михаил Петрович               | князь, действительный камергер    |
| 1829—1835    | Мельгунов Алексей Степанович          | коллежский асессор                |
| 1835—1838    | Ляпунов Семён Ефимович                | генерал-майор                     |
| 1838—1844    | Голицын Пётр Алексеевич               | князь, камер-юнкер                |
| 1844—1850    | Иохемзин Николай Иванович             | корнет                            |
| 1850—1856    | Сипягин Всеволод Николаевич           | гвардии ротмистр                  |
| 1856—1862    | Казаков Владимир Борисович            | гвардии полковник                 |
| 1862—1865    | Муханов Николай Сергеевич             | коллежский асессор                |
| 1865—1869    | Поливанов Александр Иванович          | гвардии полковник                 |
| 1869—1873    | Самарин Николай Фёдорович             | статский советник                 |
| 1873—1875    | Высотский Виктор Григорьевич          | коллежский асессор                |
| 1875—1884    | Самарин Николай Фёдорович             | статский советник                 |
| 1884—1891    | Самарин Фёдор Дмитриевич              | коллежский секретарь              |
| 1891—1896    | Самарин Сергей Дмитриевич             | кандидат Московского университета |
| 1896—1899    | Мусин-Пушкин Владимир Владимирович    | граф, статский советник           |
| 1899—1908    | Самарин Александр Дмитриевич          | коллежский асессор                |
| 1908—1914    | Кисель-Загорянский Николай Николаевич | коллежский советник               |

## Карты
| Сборный лист военно топографической карты Московской губернии 1860 г. Масштаб: 2 версты в дюйме (1 см-840м). | Сборный лист военно топографической карты Московской губернии 1860 г. Масштаб: 2 версты в дюйме (1 см-840м). | Сборный лист военно топографической карты Московской губернии 1860 г. Масштаб: 2 версты в дюйме (1 см-840м). | Сборный лист военно топографической карты Московской губернии 1860 г. Масштаб: 2 версты в дюйме (1 см-840м). | Сборный лист военно топографической карты Московской губернии 1860 г. Масштаб: 2 версты в дюйме (1 см-840м). | Сборный лист военно топографической карты Московской губернии 1860 г. Масштаб: 2 версты в дюйме (1 см-840м). | Сборный лист военно топографической карты Московской губернии 1860 г. Масштаб: 2 версты в дюйме (1 см-840м). | Сборный лист военно топографической карты Московской губернии 1860 г. Масштаб: 2 версты в дюйме (1 см-840м). | Сборный лист военно топографической карты Московской губернии 1860 г. Масштаб: 2 версты в дюйме (1 см-840м). | Сборный лист военно топографической карты Московской губернии 1860 г. Масштаб: 2 версты в дюйме (1 см-840м). | Сборный лист военно топографической карты Московской губернии 1860 г. Масштаб: 2 версты в дюйме (1 см-840м). | Сборный лист военно топографической карты Московской губернии 1860 г. Масштаб: 2 версты в дюйме (1 см-840м). | Сборный лист военно топографической карты Московской губернии 1860 г. Масштаб: 2 версты в дюйме (1 см-840м). |
| --- | --- | --- | --- | --- | --- | --- | --- | --- | --- | --- | --- | --- |
| (При нажатии на необходимый лист будет осуществлён переход на соответствующую карту.)                        | | | | | | | | | | | | |